# Zátopek
Zátopek – czesko-słowacki dramat biograficzny z 2021 roku w reżyserii Davida Ondříčka. 
Premiera filmu odbyła się 26 sierpnia 2021 na MFF w Karlowych Warach. Obraz został wyselekcjonowany jako oficjalny kandydat Czech do Oscara dla najlepszego filmu nieanglojęzycznego, ale ostatecznie nie otrzymał nominacji.

## Fabuła
Film opowiada o życiu czeskiego biegacza Emila Zatopka. W 1968 roku australijski sportowiec Ron Clarke doznaje kontuzji, która stawia pod znakiem zapytania jego dalszą karierę. W tej sytuacji decyduje się spotkać z Emilem Zatopkiem i przeprowadzić wywiad ze sportowcem, który stał się dla niego symbolem siły woli i przetrwania w świecie sportu.

## Obsada
- Václav Neužil	jako Emil Zátopek
- Martha Issová	jako Dana Ingrová-Zátopková
- James Frecheville	jako Ron Clarke
- Robert Mikluš	jako Josef Dostál
- Jiří Šimek jako Stanislav Jungwirth
- Jiří Rendl jako Jan Haluza
- Filip Březina	jako František Krupička
- Saji Abdelkabir jako Alain Mimoun
- Milan Mikulčík jako trener
- Gabriel Andrews jako trener Rona
- Sinead Phelps	jako Helen

## Produkcja
Zdjęcia kręcono w Brnie, Pradze, Zlinie, Březnicach (kraj środkowoczeski), Lipnie (kraj ustecki), Szpindlerowym Młynie (kraj hradecki).

## Nagrody i wyróżnienia
Nagroda Czeski Lew
- za najlepszy film
- za najlepszą reżyserię
- za najlepszą pierwszoplanową rolę męską (Václav Neuzil)
- za najlepsze zdjęcia
- za najlepszy montaż
- za najlepszą scenografię
- za najlepszy dźwięk
- za najlepszą charakteryzację
- za najlepszy plakat filmowy
- nagroda publiczności

Festiwal Filmów Sportowych w Libercu
- nagroda jury